# Piveti e Branco
Piveti e Branco é uma dupla de rap brasileira formada na região do Grajaú, Zona Sul de São Paulo em 1994, ambos fundadores e ex-integrantes da banda Pavilhão 9, percussores do estilo Gangsta rap no Brasil. 

## Biografia
Após deixarem a banda Pavilhão 9 no ano de 1994, Piveti partiu primeiramente para uma carreira solo, que tinha Branco como apoio, dessa forma foi lançado o álbum Ex-Detento no ano de 1994, pela extinta gravadora Paradoxx Music, o álbum foi produzido por Edu K e conta com diversas participações especiais, algumas até inusitadas para a época, como a da banda de punk rock, Garotos Podres.

## Curta: Onde São Paulo Acaba
Onde São Paulo acaba, estreou nos cinemas em 1995, o Curta-metragem traz a dupla Piveti e Branco como protagonistas principais, com direção e roteiro de Andréa Seligmann, trilha sonora de André Abujamra, o filme ganhou diversos prêmios e festivais no Brasil e em outros países espalhados pelo mundo.

## Prisão do rapper Piveti,“Elos da Vida”e“A última gota D’Água”
Em 1996 Piveti é preso, acusado de assalto, retorna ao mercado novamente pela gravadora Paradoxx Music no final de 1998, lançando o álbum Elos da Vida, o primeiro de fato assinado pela dupla. Em 2004, a gravadora Discovery G1 de Brasília, disponibilizou no mercado o segundo CD completo de Piveti e Branco, chamado A última gota D'Água.

## Atualmente
A dupla nunca anunciou publicamente que estaria separada, porém, segue em hiato por tempo indeterminado, Branco vem lançando músicas e discos solos, já Piveti, disponibilizou recentemente um trabalho inédito no youtube, chamado Fluxo Pensante.

## Discografia
- Ex-Detento (1994)
- Elos da Vida (1998)
- A última gota D’Água (2004)

## Integrantes
- Piveti - vocal
- Branco  - vocal